# Stanford-tórusz

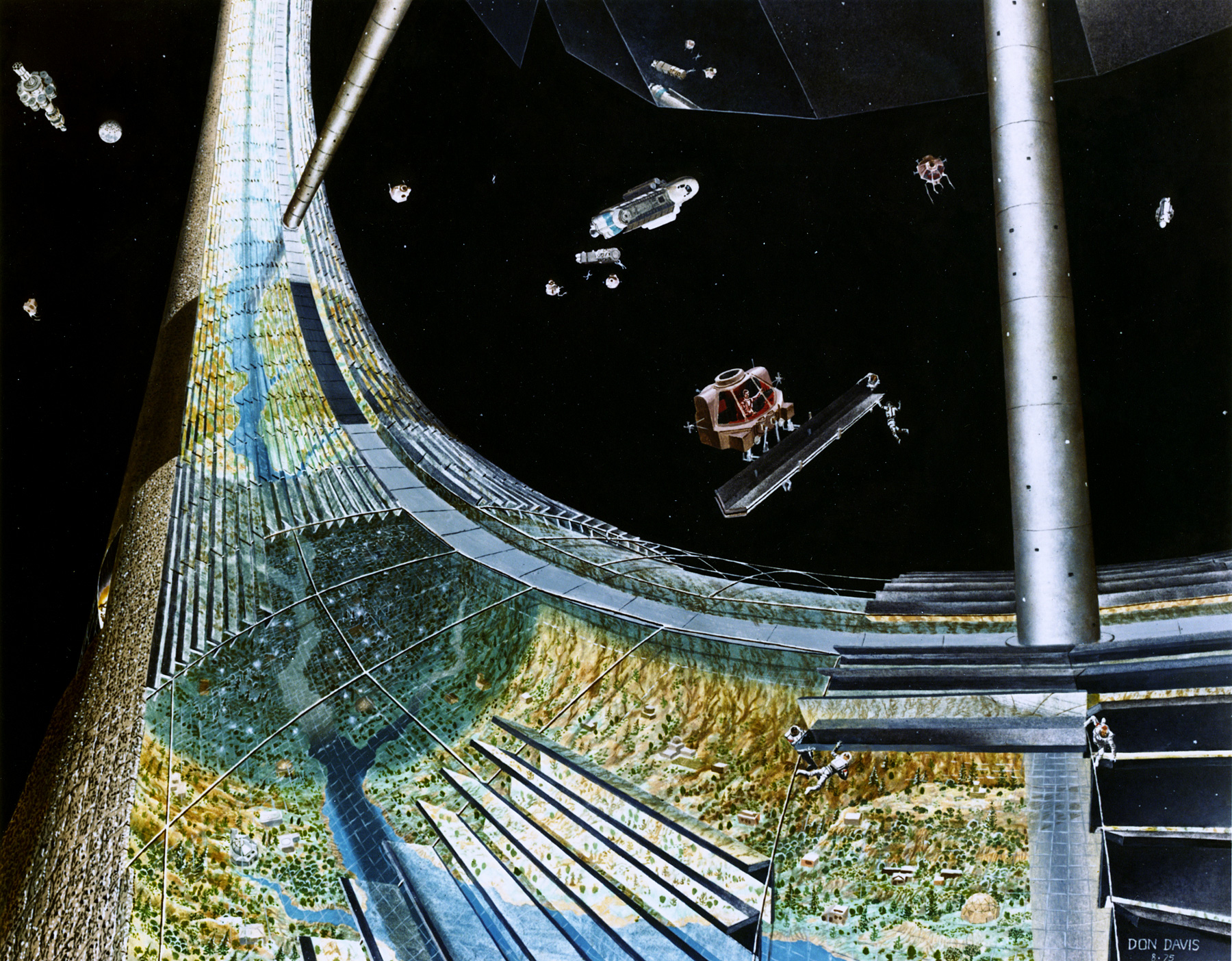
Egy Stanford-tórusz kívülről; néhány eltávolított sugárzásvédő tükör helyén át láthatjuk a gyűrű belsejét

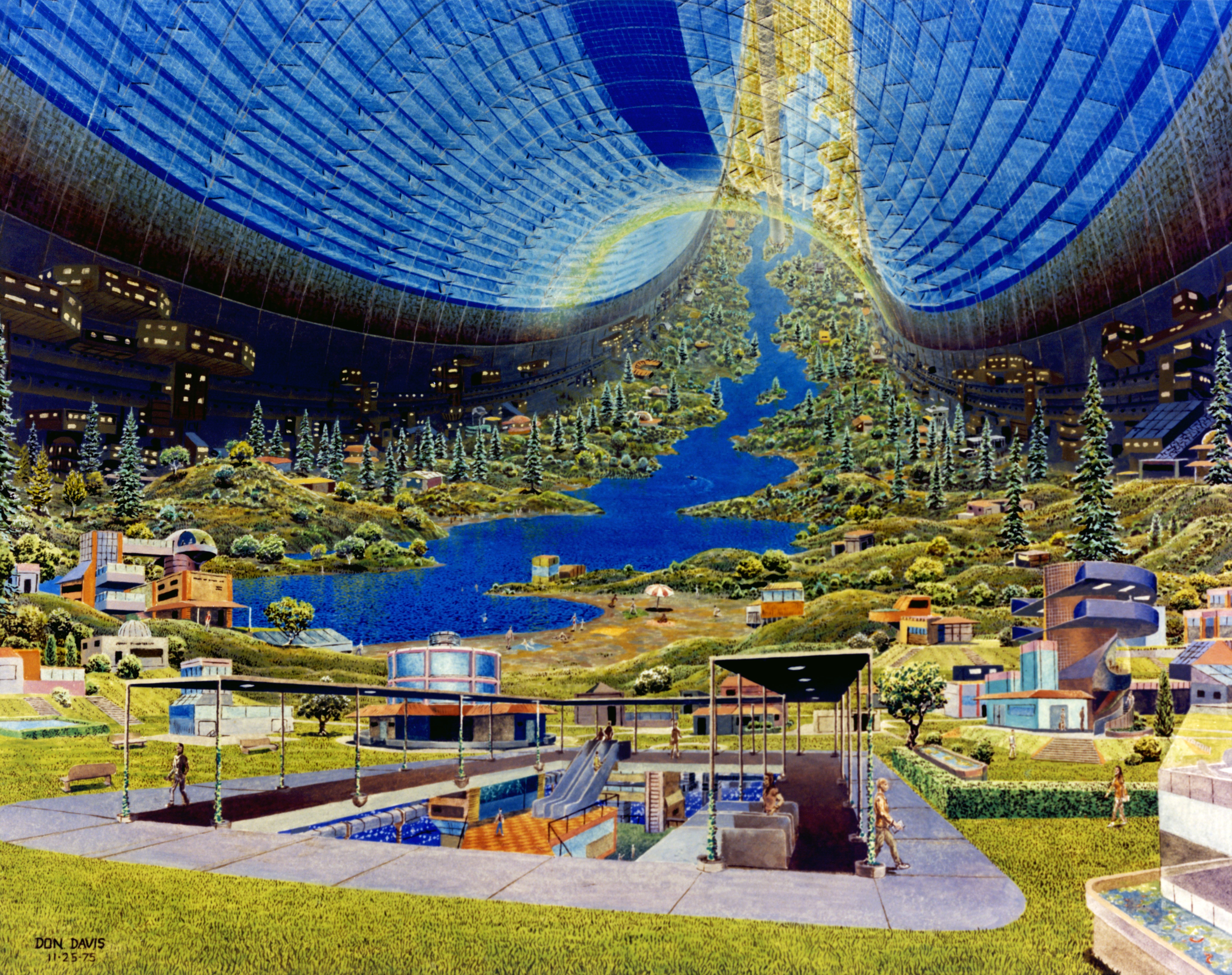
Egy Stanford-tórusz belülről (Donald E. Davis festménye)

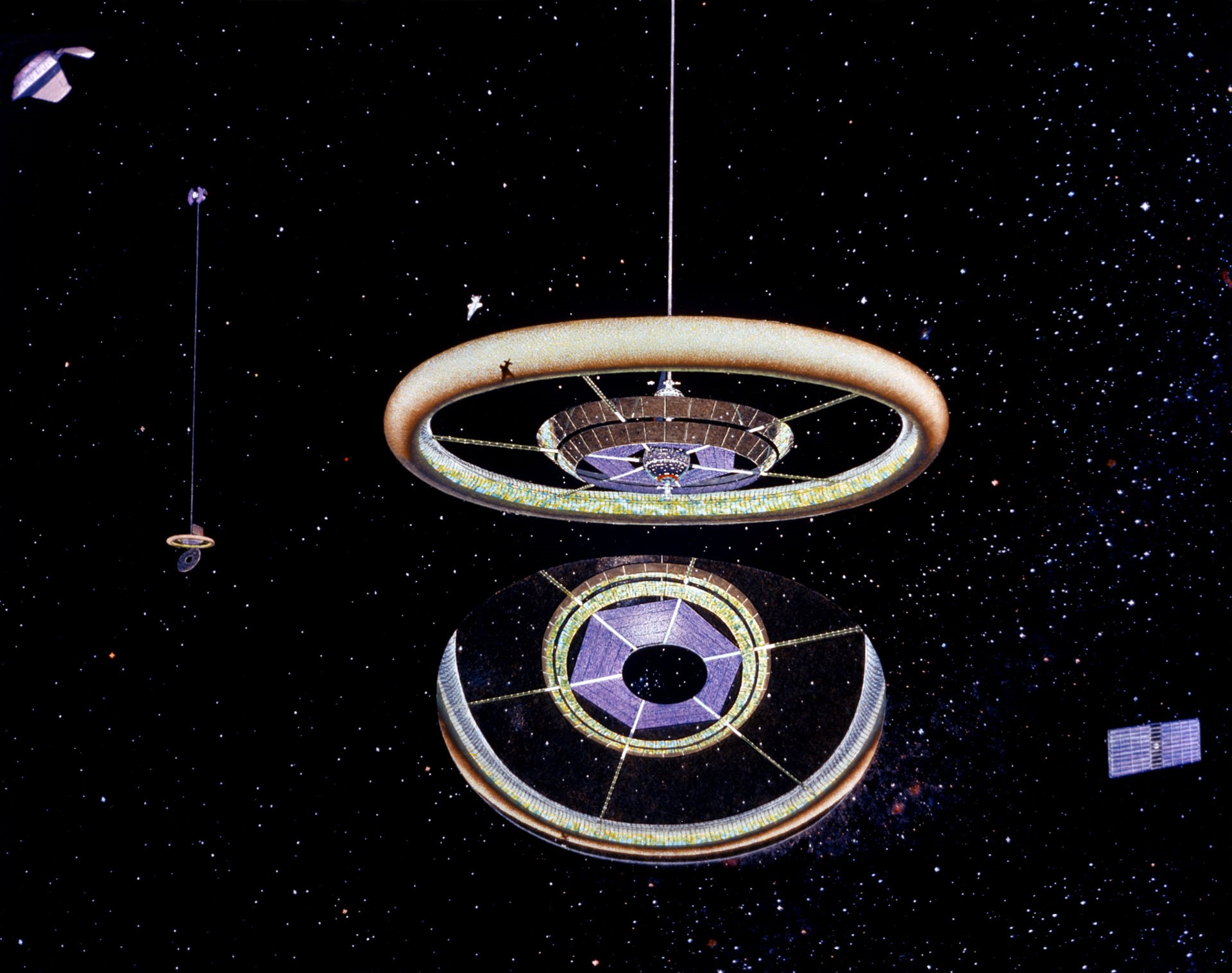
Egy Stanford-tórusz kívülről (Donald E. Davis festménye). Alul középen látható az elsődleges, nemforgó naptükör, amely a középpont körüli másodlagos, döntött tükrökre irányítja a fényt

A Stanford-tórusz egyelőre csak papíron létező, megközelítőleg tízezer lakos befogadására alkalmas űrbéli élőhely. Legfőbb alkotóeleme az 1,6 km átmérőjű tórusz vagy fánk alakú gyűrű, amely percenként tesz meg egy fordulatot, és így a centrifugális erőt használja mesterséges gravitáció előidézésére. Ez a gyűrű belsejében, a külső héj mentén jelentkezik.
A természetes megvilágításról napfényt közvetítő tükörrendszer gondoskodik. A gyűrű számos „küllővel” csatlakozik a központi „kerékagyhoz”, amelyek egyben szállítóeszközként is működnek a gyűrű és a középpont között. Utóbbit központi elhelyezkedése révén csak minimális mértékben érinti a létrehozott mesterséges gravitáció, és így űrkikötőként is kiválóan használható. A középpont tengelyéhez csatlakoztatott, ellentétesen forgó modulban pedig bármilyen zéró gravitációs ipari tevékenység végezhető.
Tényleges lakóhelyként a tórusz belseje használható, amely ahhoz elég nagy, hogy „természetes” környezetet is ki lehessen alakítani benne. Egy hosszú és szűk, egyenes gleccservölgyhöz lenne hasonlatos, amelynek mindkét vége felkunkorodik. A terület egy részén földművelés folytatható, így a népsűrűség egy jól belakott kertvárosénak felelhet meg.
A Stanford-tórusz ötletét a NASA 1975-ös Summer Studyja (kb. „nyári tanulmányok”) során vetették fel, amikor is leendő űrbéli kolóniákhoz kutattak különböző tervezeteket (a tórusz alternatívájaként később Gerard O’Neill felvetette a saját maga által „Island One” névre keresztelt Bernal-gömb ötletét is). A „Stanford-tórusz” elnevezés tehát csak a tervezetnek ezt a konkrét változatát jelöli, mivel a forgó, gyűrű alakú űrállomás ötletét korábban már Wernher von Braun is felvetette 1952-ben.

## Stanford-tóruszok könyvekben és filmekben
- A 2001 Űrodisszeia (Arthur C. Clarke és Stanley Kubrick, 1968) hatalmas, szovjet–amerikai társtulajdonú, Föld körül keringő Space Station V űrállomása egy Stanford-tórusz.
- A Mobile Suit Gundam Wing című animesorozatban látható, Föld körül keringő számtalan űrbéli kolónia legtöbbje Stanford-tórusz.
- Kodzsima Hideo PlayStation 2-es videójátéka, a Zone of the Enders egy Stanford-tóruszban játszódik.
- A Bungie játéka, a Halo: Combat Evolved tartalmaz a Stanford-tóruszhoz hasonló gyűrűs űrállomásokat.
- A Babylon 5 című sorozatban Stanford-tóruszon alapuló űrállomásokat használnak az emberek mind a Föld, mind pedig az általuk benépesített többi világ körül is.
- Az Elysium – Zárt világ , és a Csillagok között filmekben is a Stanford-tóruszon alapuló űrállomásokban laknak az emberek.
- A Startopia című játék egy sor Stanford-tóruszon játszódik.

## Fordítás
- Ez a szócikk részben vagy egészben  a   Stanford torus című angol Wikipédia-szócikk fordításán alapul.  Az eredeti cikk szerkesztőit annak laptörténete sorolja fel. Ez a jelzés csupán a megfogalmazás eredetét és a szerzői jogokat jelzi, nem szolgál a cikkben szereplő információk forrásmegjelöléseként.